# Port de Tunis

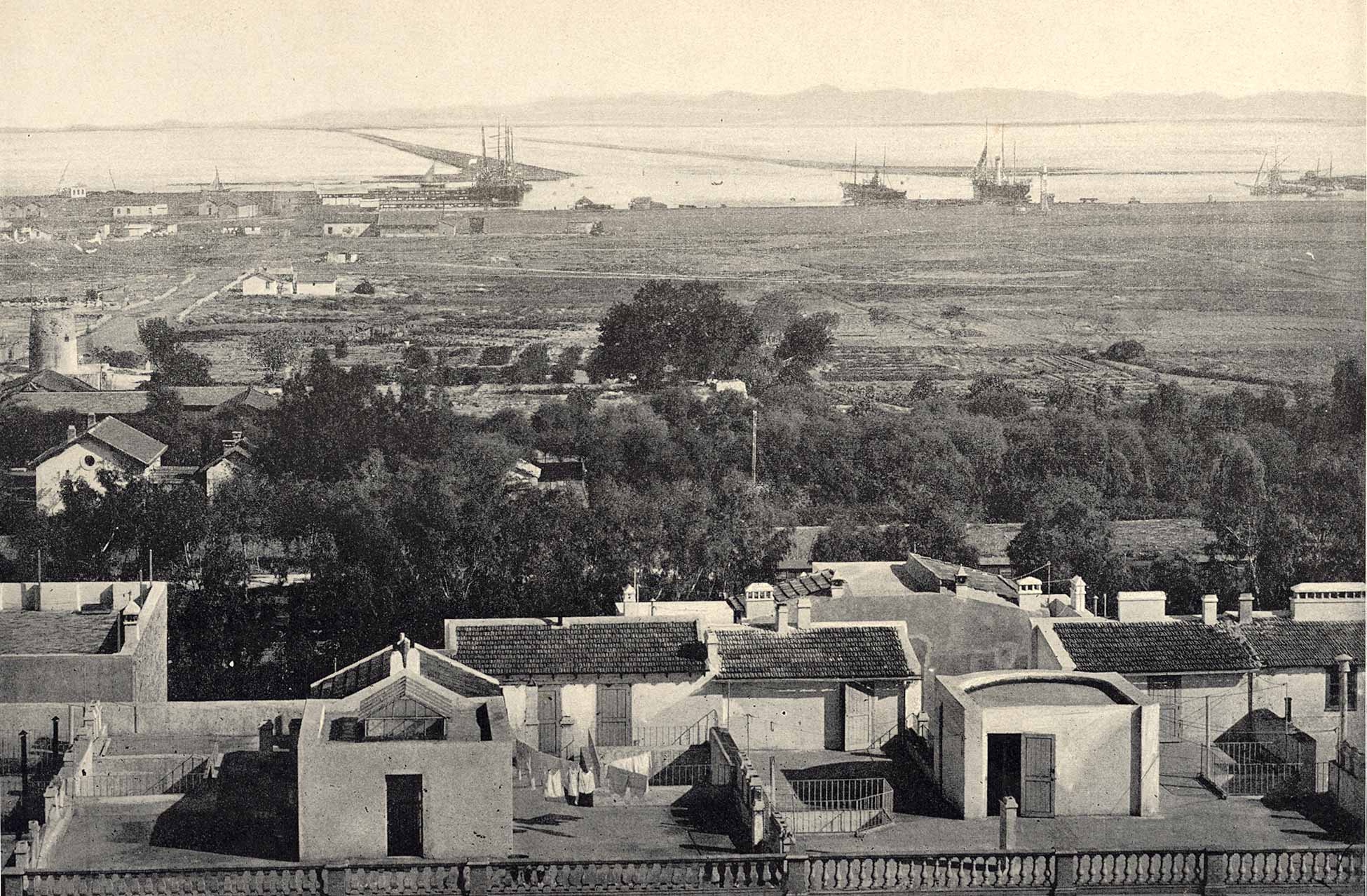
Fotografia del port de Tunis l'any 1890.

El port de Tunis (àrab: ميناء تونس, mīnāʾ Tūnis) és un port que està situat a la part sud-est de la ciutat de Tunis, a la costa sud del Llac de Tunis, zona coneguda per Petita Sicília avui en fase de restructuració. Fou un port important durant el protectorat francès (1881-1957); després se'n va fer càrrec l'Oficina Nacional dels Ports Marítims i en va modernitzar les infraestructures als anys seixanta. El desenvolupament dels ports de Radès i de La Goulette, millor situats, han fet perdre importància al port, i per això s'ha previst un futur de port recreatiu. El port de la ciutat ha fet desenvolupar barris industrials als suburbis de Mégrine i Jebel Jelloud.